# ميغيل خواريز
ميغيل خواريز (بالإسبانية: Miguel Antonio Juárez)‏ هو لاعب كرة قدم أرجنتيني في مركز الهجوم، ولد في 1932 في El Tala ‏ في الأرجنتين، وتوفي في 4 مارس 1982 في روساريو في الأرجنتين. شارك مع منتخب الأرجنتين لكرة القدم. أما مع النوادي، فقد لعب مع روزاريو سنترال ونادي أتليتيكو بيلغرانو ويونيون دي سانتا في.

## وصلات خارجية
- ميغيل خواريز على موقع قاعدة بيانات كرة القدم.إي يو (الإنجليزية)
- ميغيل خواريز على موقع ناشيونال فوتبول تيمز (الإنجليزية)